# Daviscupový tým Belgie
Daviscupový tým Belgie reprezentuje Belgii v Davisově poháru od roku 1904. Řídící organizací reprezentace je národní tenisový svaz Fédération Royale Belge de Tennis.
Při premiérové účasti roku 1904 skončilo družstvo jako poražený finalista, když podlehlo Spojenému království 0:5 na zápasy. Podruhé si o salátovou mísu zahrálo v roce 2015 opět se stejným soupeřem. Britové i tentokrát porazili Belgičany 3:1 na zápasy v gentském finále. Jediný bod poražených v úvodní dvouhře vybojoval David Goffin výhrou nad Kylem Edmundem. Ani potřetí Belgičané nezvládli světové finále a roku 2017 podlehli Francii 2:3 na zápasy, když duel rozhodla až závěrečná dvouhra.
Týmovým statistikám vévodí Jacques Brichant, jenž zaznamenal nejvyšší počet 71 vyhraných zápasů, 52 vítězných dvouher a 20 čtyřher, když odehrál 42 mezistátních utkání v 17 sezónách, počínaje rokem 1949.

## Složení týmu 2019
Žebříček ATP je uveden k týdnu finálového turnaje 2019.
| Tenista                  | žebříček ATP | žebříček ATP | daviscupové výhry–prohry | daviscupové výhry–prohry | daviscupové výhry–prohry | zdroj |
| Tenista                  | dvouhra      | čtyřhra      | celkem                   | dvouhra                  | čtyřhra                  | zdroj |
| ------------------------ | ------------ | ------------ | ------------------------ | ------------------------ | ------------------------ | ----- |
| David Goffin             | 11.          | 164.         | 23–6                     | 23–2                     | 0–3                      | [ 3 ] |
| Steve Darcis             | 158.         | –            | 23–18                    | 22–11                    | 1–7                      | [ 4 ] |
| Kimmer Coppejans         | 161.         | 279.         | 4–2                      | 3–2                      | 1–0                      | [ 5 ] |
| Joran Vliegen            | –            | 39.          | 1–1                      | 0–0                      | 1–1                      | [ 6 ] |
| Sander Gillé             | –            | 47.          | 1–1                      | 0–0                      | 1–1                      | [ 7 ] |
| Kapitán: Johan Van Herck |              |              |                          |                          |                          |       |

## Chronologie zápasů

### 2010–2019
| Rok  | úroveň                       | datum                | místo                   | soupeř         | skóre | výsledek |
| ---- | ---------------------------- | -------------------- | ----------------------- | -------------- | ----- | -------- |
| 2010 | Světová skupina, 1. kolo     | 5.–7. března         | Bree (BEL)              | Česko          | 1–4   | prohra   |
| 2010 | Světová skupina, baráž       | 17–20. září          | Cairns (AUS)            | Austrálie      | 3–2   | výhra    |
| 2011 | Světová skupina, 1. kolo     | 4.–6. března         | Charleroi (BEL)         | Španělsko      | 1–4   | prohra   |
| 2011 | Světová skupina, baráž       | 16.–18. září         | Antverpy (BEL)          | Rakousko       | 1–4   | prohra   |
| 2012 | 1. skupina euroafrické zóny  | 6.–8. dubna          | Glasgow (GBR)           | Velká Británie | 4–1   | výhra    |
| 2012 | Světová skupina, baráž       | 16.–18. září         | Brusel (BEL)            | Švédsko        | 5–0   | výhra    |
| 2013 | Světová skupina, 1. kolo     | 1.–3. února          | Charleroi (BEL)         | Srbsko         | 2–3   | prohra   |
| 2013 | Světová skupina, baráž       | 16.–18. září         | Antverpy (BEL)          | Izrael         | 3–2   | výhra    |
| 2014 | Světová skupina, 1. kolo     | 31. ledna – 2. února | Nur-Sultan (KAZ)        | Kazachstán     | 2–3   | prohra   |
| 2014 | Světová skupina, baráž       | 12.–14. září         | Tallinn (EST)           | Ukrajina       | 3–2   | výhra    |
| 2015 | Světová skupina, 1. kolo     | 6.–8. března         | Lutych (BEL)            | Švýcarsko      | 3–2   | výhra    |
| 2015 | Světová skupina, čtvrtfinále | 17.–19. července     | Middelkerke (BEL)       | Kanada         | 5–0   | výhra    |
| 2015 | Světová skupina, semifinále  | 18.–20. září         | Brusel (BEL)            | Argentina      | 3–2   | výhra    |
| 2015 | Světová skupina, finále      | 27.–29. listopadu    | Gent (BEL)              | Velká Británie | 1–3   | prohra   |
| 2016 | Světová skupina, 1. kolo     | 4.–6. března         | Lutych (BEL)            | Chorvatsko     | 2–3   | prohra   |
| 2016 | Světová skupina, baráž       | 15.–17. září         | Ostend (BEL)            | Brazílie       | 4–0   | výhra    |
| 2017 | Světová skupina, 1. kolo     | 3.–5. února          | Frankfurt (GER)         | Německo        | 4–1   | výhra    |
| 2017 | Světová skupina, čtvrtfinále | 7.–9. dubna          | Charleroi (BEL)         | Itálie         | 3–2   | výhra    |
| 2017 | Světová skupina, semifinále  | 15.–17. září         | Brusel (BEL)            | Austrálie      | 3–2   | výhra    |
| 2017 | Světová skupina, finále      | 24.–26. listopadu    | Villeneuve-d'Ascq (FRA) | Francie        | 2–3   | prohra   |
| 2018 | Světová skupina, 1. kolo     | 2.–4. února          | Lutych (BEL)            | Maďarsko       | 3–2   | výhra    |
| 2018 | Světová skupina, čtvrtfinále | 6.–8. dubna          | Nashville (USA)         | Spojené státy  | 0–4   | prohra   |
| 2019 | Kvalifikační kolo            | 1.–2. února          | Uberlândia (BRA)        | Brazílie       | 3–1   | výhra    |
| 2019 | Finále, základní skupina     | 18. listopadu        | Madrid (ESP)            | Kolumbie       | 2–1   | výhra    |
| 2019 | Finále, základní skupina     | 20. listopadu        | Madrid (ESP)            | Austrálie      | 1–2   | prohra   |